# Phokis (antik region)
Phokis var en forhistorisk region i den centrale del af det antikke Grækenland, som omfattede Delphi. En moderne administrativ enhed, også kaldet Fokis, er opkaldt efter den gamle region, skønt den moderne region er væsentligt større end den gamle.
Geopolitisk var Phokis landet for fokierne, der talte deres egen version af dorisk græsk, en af de tre hoveddialekter i det antikke græske sprog. De var en af flere små bjergstater i det centrale Grækenland, hvis dialekter er klassificeret som nordvestdoriske.
Det var fra deres region, at de dorere kom, der krydsede Korinthbugten i begyndelsen af den græske jernalder, for at brænde Pylos og andre sydlige græske højborge og tage kontrol over Peloponnes. Dialekterne i de to grupper af dorere nord og syd for Golfen begyndte derefter at afvige. En af staterne omkring Phokis blev stadig kaldt Doris i klassisk tid. Da der er betydelige beviser for, at invasionen begyndte omkring 1000 f.Kr., kunne de klassiske fokianeres forfædre antages at have været der, selvom de endnu ikke talte phokisk.

## Geografi
Oldtidens Phokis havde et areal på omkring 1.619 km2 i området, der afgrænses mod vest af Ozolian Lokris og Doris, mod nord af Opuntian Locris, mod øst af Boiotien, og mod syd af den Korinthiske Bugt . Den massive højderyg af Parnassus (2.459 moh.), der krydser landet og deler det i to dele.
Da områder hverken havde materielle ressourcer eller var velplaceret til kommerciel virksomhed, var Phokis hovedsagelig af religiøs betydning. Ingen større byer voksede op inden for dets territorium, og dets hovedbyer Delphi og Elatea, var hovedsageligt af strategisk eller kulturel betydning.